# Кобалан
Кобалан — потухший вулкан на полуострове Камчатка, Россия.
Расположен в Быстринском районе Камчатского края.
Относится к группе Уксичанского вулканического района Срединного пояса. Вулкан находится в центральной части Срединного хребта, в верховье реки Алестар.
Форма вулкана представляет собой пологий щит. Вершина вулканической плоская, кратер отсутствует. В географическом плане вулканическое сооружение имеет несколько вытянутую в северо-восточном направлении форму с осями 7×4 км, площадью в 17 км². Объём изверженного материала ~3 км³. Абсолютная высота — 1111 м, относительная же высота составляют около 550 м. Породы, слагающие вулкан, представлены андезито-базальтами и базальтами.
Деятельность вулкана относится к верхнечетвертичному периоду.